# La Feuillade
La Feuillade is een gemeente in het Franse departement Dordogne (regio Nouvelle-Aquitaine) en telt 711 inwoners (2005). De plaats maakt deel uit van het arrondissement Sarlat-la-Canéda.

## Geografie
De oppervlakte van La Feuillade bedraagt 4,0 km², de bevolkingsdichtheid is 177,8 inwoners per km².
De onderstaande kaart toont de ligging van La Feuillade met de belangrijkste infrastructuur en aangrenzende gemeenten.

## Demografie
Onderstaande figuur toont het verloop van het inwonertal (bron: INSEE-tellingen).